# Carl Robert Osten-Sacken
Pour les articles homonymes, voir Osten-Sacken.
Carl Robert Osten-Sacken (ou Karl Robert Romanovitch, baron von der Osten-Sacken) est un entomologiste germanophone, sujet de l'Empire russe, issu de la noblesse germano-balte. Il est né le 21 août 1828 à Saint-Pétersbourg et mort le 20 mai 1906 à Heidelberg.

## Biographie
Il découvre l’étude des insectes auprès d’un jeune noble russe passionné d’entomologie. Durant ses études à Saint-Pétersbourg, il collectionne des insectes appartenant à tous les ordres à l’exception des lépidoptères. En 1856, le baron von der Osten-Sacken est nommé secrétaire à l’ambassade russe de Washington. C’est durant son voyage qu’il rencontre Hermann August Hagen (1817-1893) avec lequel il noue une longue amitié.
Jusqu’en 1862, il est secrétaire auprès de l’ambassade située à Washington puis de 1862 à 1871, consul général à New York. Osten-Sacken démissionne en 1871 et entreprend plusieurs voyages en Europe avant de revenir aux États-Unis où il demeure jusqu’en 1877. Il s’installe alors à Cambridge pour travailler sur les collections du Muséum de zoologie comparative, il y retrouve un groupe d’entomologistes dont H.A. Hagen.
Osten-Sacken voyage à travers la Californie, les Sierra Nevadas ainsi que les Montagnes Rocheuses où il récolte différents diptères qu’il décrit dans un article qui paraît en 1877.
Ses activités entomologiques sont principalement consacrées à l’étude des diptères du nord de l’isthme de Panama jusqu’en Amérique du Nord. Il travaille en collaboration avec le spécialiste Friedrich Hermann Loew (1807-1879) vivant en Allemagne. Les deux hommes réalisent une très riche collection contenant 1 350 espèces décrites par Loew, 330 espèces déjà décrites par des auteurs précédents et de nombreuses espèces non encore déterminées. C’est grâce à l’intervention de Louis Agassiz (1807-1873) que la collection revient aux États-Unis où elle est conservée par le Museum of Comparative Zoology. Loew reçoit un dédommagement financier pour le remercier pour le travail accompli pour la formation de cette collection.
F.H. Loew décrit dans des revues allemandes les spécimens qu’il reçoit d’Osten-Sacken. Celui-ci commence à faire paraître le premier des quatre volumes des Monographs of the Diptera of North America (1862 à 1873) préparés par F.H. Loew, enrichis et édités par Osten-Sacken. En 1858, il fait paraître à Smithsonian Institution (Washington) la première édition de son Catalogue of the described Diptera of North America (la seconde date de 1878).
À son retour en Allemagne, il retrouve à Guben un Loew malade. Il entame alors des discussions un peu délicates pour que les spécimens en possession de Loew soient rendus au Muséum de zoologie comparative. Osten-Sacken s’installe à Heidelberg. Il acquiert vers 1877, la collection de diptères de Philipp Christoph Zeller (1808-1883) et entreprend un catalogue des diptères d’Europe. Pour cela il parcourt le vieux continent et étudie les collections des différents muséums. En 1894, il retourne en Russie où il reprend du service au ministère des affaires étrangères.
En 1903-1904, il fait paraître son autobiographie sous le titre Record of my life-work in entomology (Cambridge University Press, réédité en 1978 chez Classey, Faringdon).
In the death of C.R. Osten Sacken [...] it may truly be said that Dipterology – or, in fact, Entomology — has lost one of its brightest ornaments. For many years his general knowledge of the Diptera exceeded that of any other student of the Ordre. In many ways he constituted the beau ideal of a scientific entomologist : absolute master of numerous languages, independence of means, social rank, retentive memory, accurate observation, possessor of an almost perfect library of works upon Dipterology, and polished manners — these qualities all combined enabled him to hold the highest rank in his special branch of science.
On peut vraiment dire que la mort de C.R. Osten Sacken [...] a fait perdre à la diptérologie — ou, en fait, à l’entomologie — l’un de ses ornements les plus précieux. Durant de nombreuses années, ses connaissances sur les diptères a dépasser celle de n’importe quel autre chercheur sur cet ordre. En de nombreuses manières, il a symbolisé le beau idéal du scientifique entomologiste : maîtrise parfaite de nombreuses langues, autonomies des moyens, rang social, mémoire parfaite, grand sens de l’observation, possédant d’une bibliothèque presque complète en diptérologie ainsi que des manières polies — la combinaison de ces qualités lui ont permis de tenir le premier rang dans sa branche spécialisée de la science.
George Henry Verrall (1848-1911) en 1906, Entomologist, vol. 39 : 192.

## Source
- Edward Oliver Essig (1931). A History of Entomology. Mac Millan (New York) : vii + 1029 p.
- Arnold Mallis (1971). American Entomologists. Rutgers University Press (New Brunswick) : xvii + 549 p.